# Südafrika-Kronenkranich
Der Südafrika-Kronenkranich (Balearica regulorum), auch Grauhals-Kronenkranich oder Heller Kronenkranich genannt, ist eine Vogelart aus der Familie der Kraniche (Gruidae), deren Verbreitungsgebiet in Subsahara-Afrika liegt. Es werden zwei Unterarten unterschieden, die sich nur geringfügig durch die Ausbildung der nackten Uhrscheiben unterscheiden.
Der Südafrika-Kronenkranich ist nahe mit dem Kronenkranich (B. pavonina) verwandt, von dem er lange Zeit nicht auf Artrang unterschieden wurde. Wie alle Kraniche hat auch der Kronenkranich einen auffälligen Balztanz, bei dem er seine Flügel weit ausbreitet.

## Aussehen
Er fällt auf durch seine strohfarbene „Federkrone“ und den samtartigen Federwulst auf dem Kopf und an der Kehle. Das Gefieder an der Oberseite ist schiefergrau, die Unterseite und der Hals sind ein wenig heller grau. Das Gesicht ist nackt und weiß, die Hautlappen an der Kehle sind rot. Schnabel und Beine sind schwarz. Vom (Schwarzhals-)Kronenkranich (B. pavonina) unterscheidet er sich durch das hellgraue Halsgefieder und den großen, deutlich sichtbaren roten Kehllappen.

## Nahrung
Der Südafrika-Kronenkranich ist ein Generalist. Seine Nahrung besteht aus Samenständen, frischen Grashalmen, Hülsenfrüchten, Nüssen, Insekten, Fröschen, Eidechsen und Krabben der Gattung Potamon.

## Lebensraum und Verbreitung

Verbreitungsgebiet des Südafrika-Kronenkranichs

Der Südafrika-Kronenkranich ist in Ostafrika, in der Unterart B. r. gibbericeps, und im südlichen Afrika heimisch. Er lässt sich beispielsweise in der Republik Südafrika in Transvaal, im westlichen Natal und im östlichen Zipfel der Ostkaps beobachten. Zu finden ist er in Sumpfgebieten, im Marschland sowie in Baumsavannen und im Kulturland.

## Gefährdung
Diese Art ist durch den Verlust von Feuchtgebieten und den dortigen Brutgebieten gefährdet, der zum Beispiel durch Trockenperioden, Entwässerung und Überweidung, sowie durch ausgiebige Benutzung von Pestiziden entsteht. Die Extraktion des Grundwassers sowie der Bau von Dämmen ist hier auch zu nennen. In Kenia werden zudem jährlich eine große Zahl Kraniche vergiftet.
Außerdem wird der Südafrika-Kronenkranich mit Fallen gefangen, gejagt und verkauft. Seine Eier werden oft eingesammelt. In Südafrika wird er zum Beispiel auch verfolgt, weil er landwirtschaftliche Flächen zur Nahrungssuche benutzt. Die IUCN listet den Südafrika-Kronenkranich als stark gefährdet. Auf den Roten Listen Südafrikas, Lesothos, Eswatinis und Ugandas wird die Art ebenfalls als stark gefährdet eingestuft, wohingegen sie in Namibia als vom Aussterben bedroht gilt. Die Art wird im Anhang II des Washingtoner Artenschutzübereinkommens gelistet.

## Schutzmaßnahmen

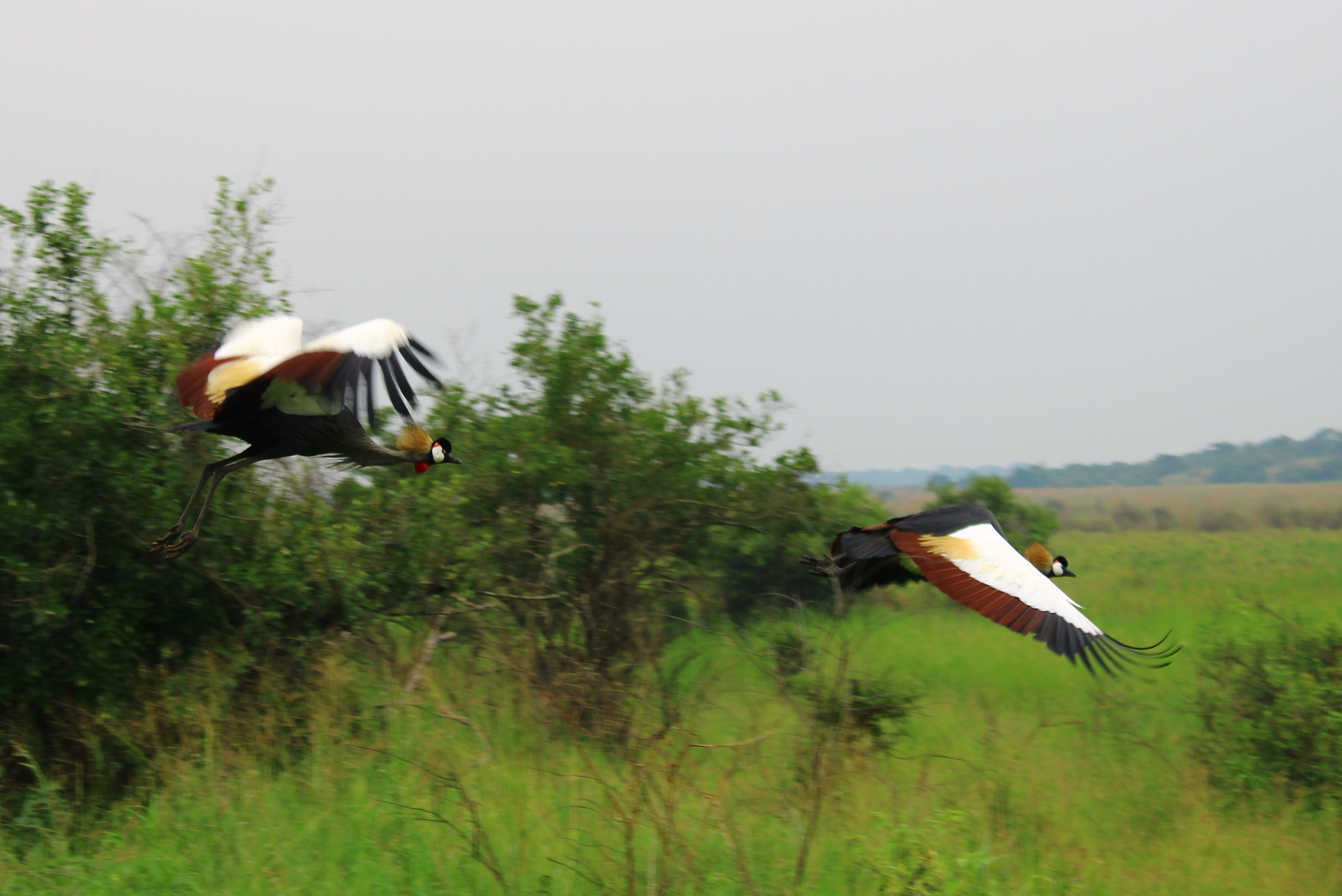
Zwei Südafrika-Kronenkraniche im Akagera-Nationalpark in Ruanda (2020)

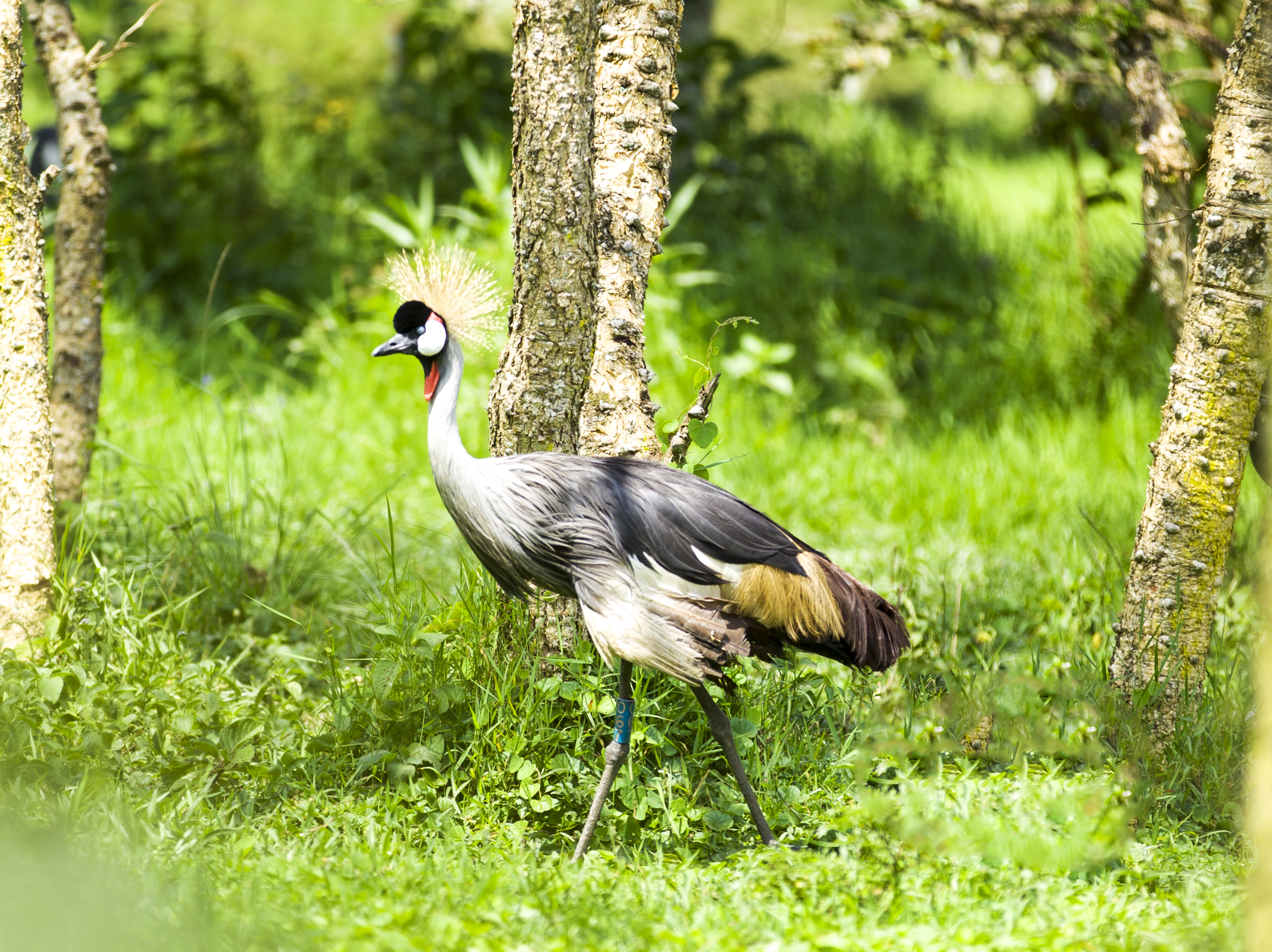
Südafrika-Kronenkranich im renaturierten Umusambi Village in Ruanda (2021)

In Ruanda gründete Olivier Nsengimana 2015 die Rwanda Wildlife Conservation Association (RWCA), um den illegalen Tierhandel mit Südafrika-Kronenkranichen zu bekämpfen. Die Vögel stehen dort für Wohlstand und Langlebigkeit und wurden daher oft gefangen, um sie als Statussymbol in Hotel- und Privatgärten zu halten. Die RWCA begann eine Medienkampagne in Zusammenarbeit mit der ruandischen Regierung, die über die Bestandssituation aufklärte und den Haltern Straferlass versprach. Infolgedessen konnten 242 der Kraniche aus Privathaltungen befreit werden. Teilweise wurden sie anschließend im Akagera-Nationalpark ausgewildert. Mindesten 50 Kraniche, bei denen eine Auswilderung nicht möglich war, wurden im Umusambi Village untergebracht, einem renaturierten Feuchtgebiet im Distrikt Kicukiro bei Kigali. Der Wildbestand der Kraniche in Ruanda konnte sich gemäß jährlichen Bestandsaufnahme aus der Luft von 487 im Jahr 2017 auf Stand 2023 über 1200 Tiere erholen. Aufbauend auf dem Erfolg wird inzwischen auch verstärkt grenzüberschreitend mit der International Crane Foundation (ICF), NatureUganda, Nature Tanzania und Association Burundaise pour la protection de la Nature (ABN) zusammengearbeitet.

## Heraldik
Der Südafrika-Kronenkranich ist im Staatswappen und in der Flagge von Uganda abgebildet.

## Galerie

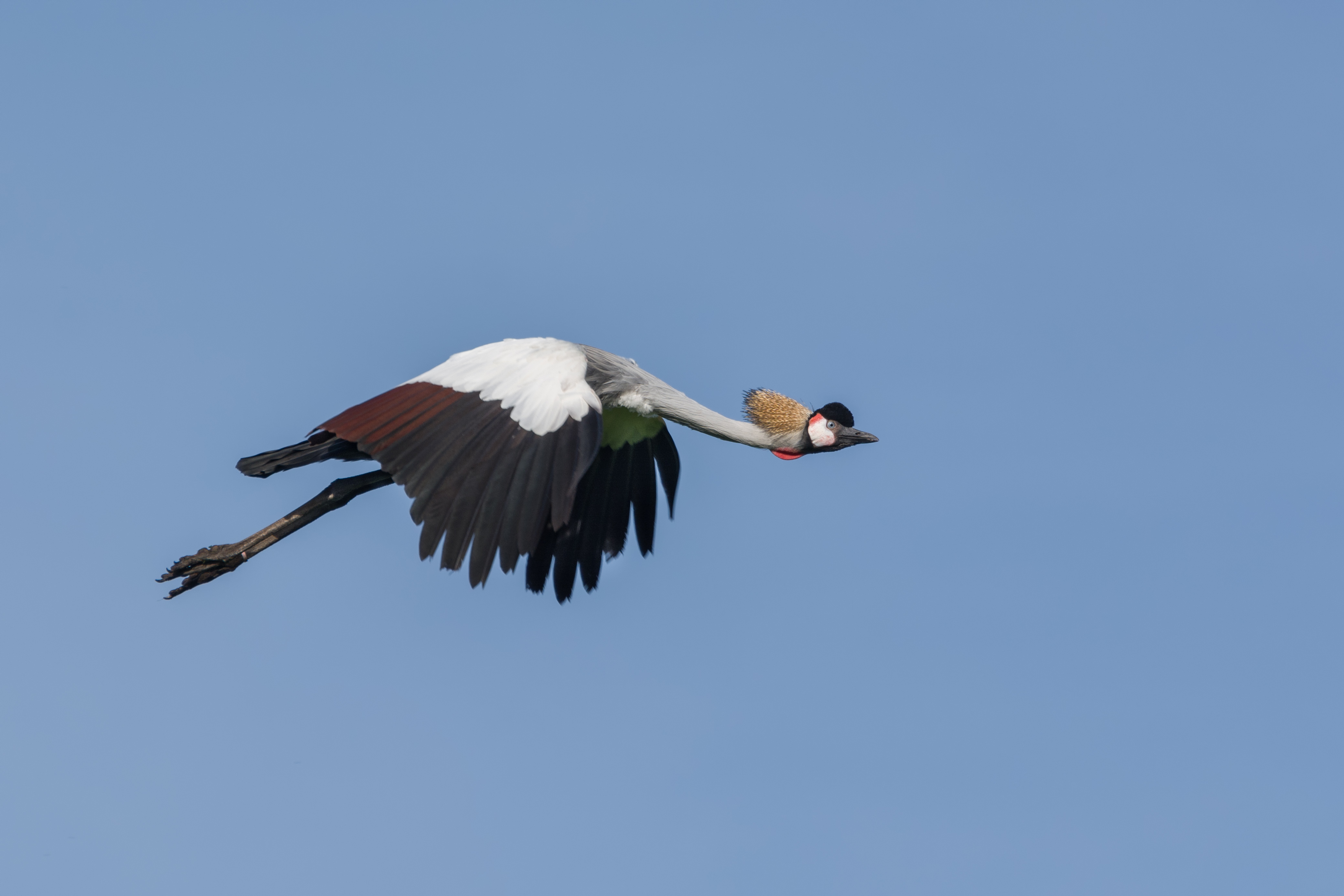
Südafrika-Kronenkranich im Flug
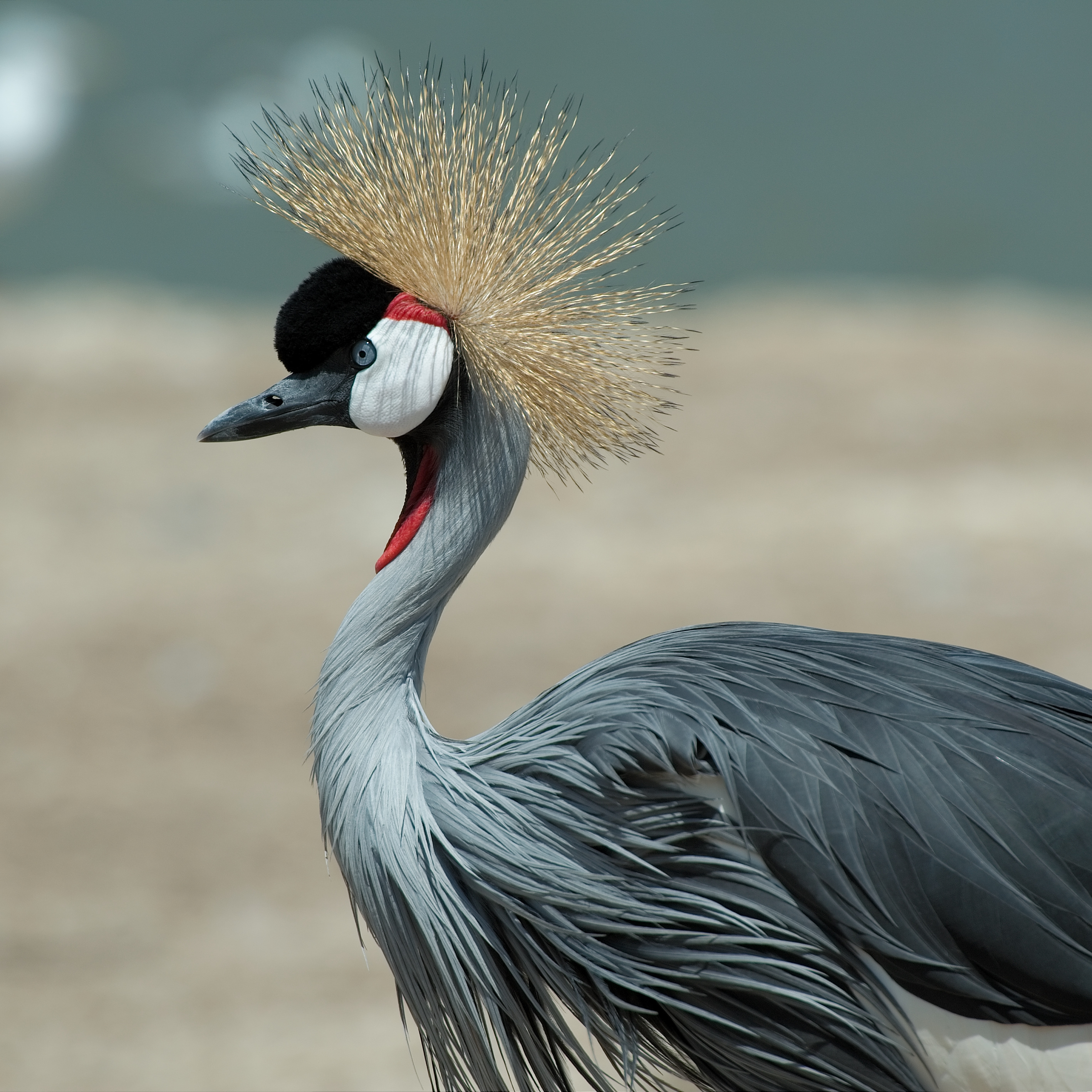
Südafrika-Kronenkranich
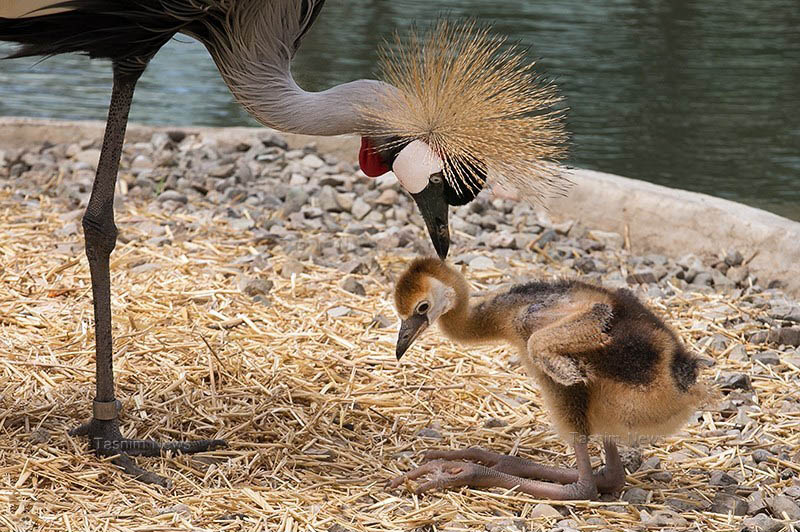
Südafrika-Kronenkranich mit Küken
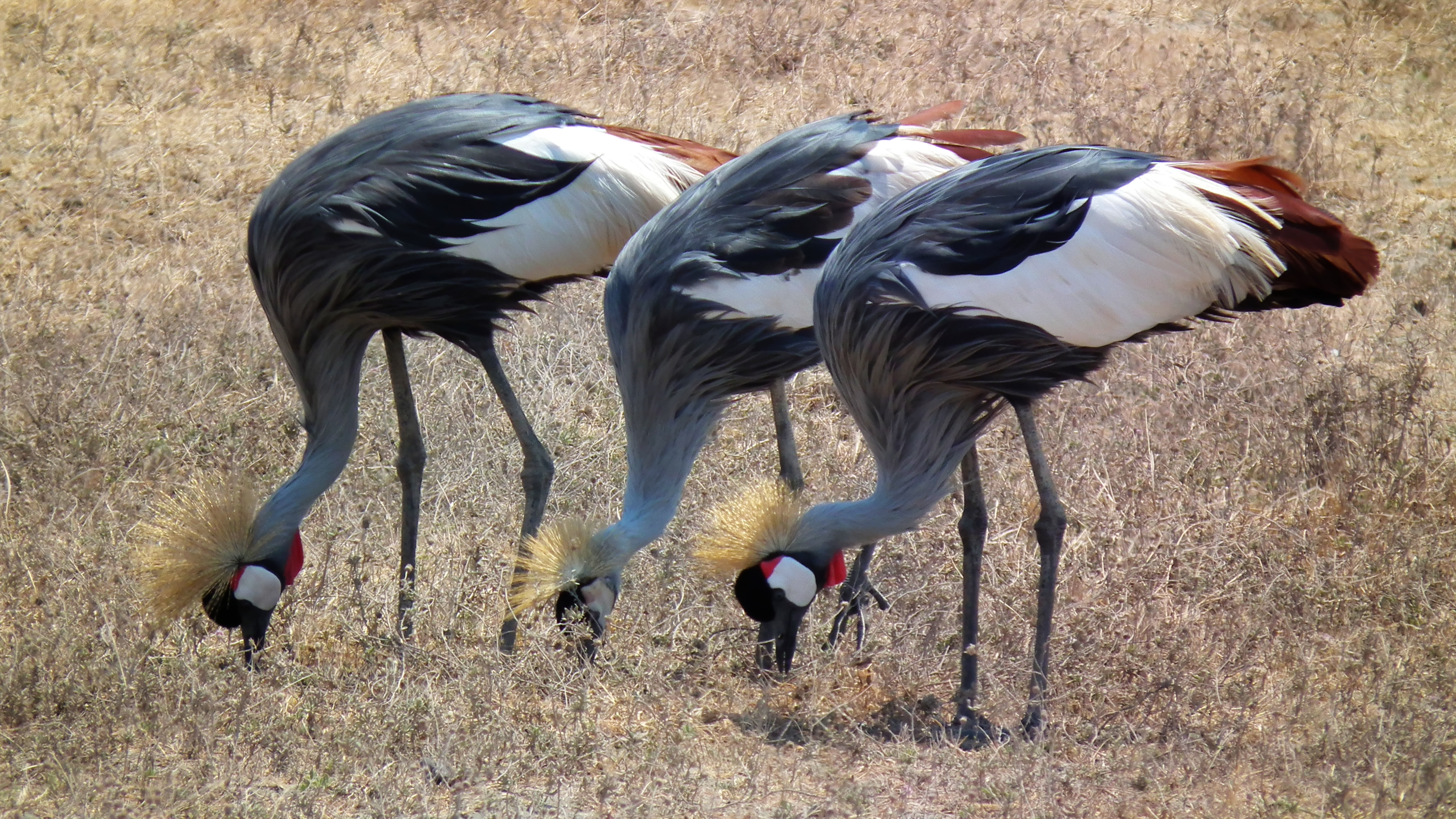
Südafrika-Kronenkraniche in Tansania
Flagge von Uganda mit Südafrika-Kronenkranich

## Einzelbelege
1. ↑  W. Grummt, H. Strehlow (Hrsg.): Zootierhaltung Vögel. S. 263.
2. 1 2  Balearica regulorum (EN) in der Roten Liste gefährdeter Arten der IUCN. Eingestellt von: BirdLife International, 2016. Abgerufen am 1. Juni 2024.
3. ↑  Our Team. Rwanda Wildlife Conservation Association, abgerufen am 18. April 2025 (englisch).
4. ↑  166 Grey crowned cranes reintroduced into the wild. Rwanda Wildlife Conservation Association, abgerufen am 18. April 2025 (englisch).
5. 1 2  Erfolge im Kranichschutz gehen Hand in Hand mit den Errungenschaften zum Schutz des Rugezi-Feuchtgebiets. NABU, 2023, abgerufen am 18. April 2025.
6. ↑  Rwanda’s Grey Crowned Cranes and the Rugezi Marsh: A Delicate Dance of Survival. Rainforest Trust, 24. Januar 2024, abgerufen am 18. April 2025 (englisch).
7. ↑  Preserve a Tropical Peatland for Endangered Grey Crowned Cranes. Rainforest Trust, abgerufen am 18. April 2025 (englisch).
8. ↑  Rwanda’s Dr Olivier Nsengimana Wins 2025 Whitley Gold Award to Lead Protection for Grey Crowned Crane and its Wetland Habitat Across East Africa. In: whitleyaward.org. 2025, abgerufen am 18. April 2025 (englisch).
9. ↑  Mark Cocker, David Tipling: Birds and People. S. 184